# 李國能 (唱片騎師)
李國能（1981年11月7日—），2001年香港演藝學院音樂系畢業後，加入新城娛樂台任職唱片騎師，2008年轉職潮音樂 A&R Manager，於2011年回歸新城知訊台任唱片騎師及監製。2016年1月9日，新城大改革，李國能主持新節目《從拾點點》及《音樂現場》，節目改革前一直主持《音樂通世界》（1月8日 最後一集）。2018年3月，李國能以私人理由請辭離開新城，最後主持節目為《勁爆樂勢力》  (3月1日 最後一集)  及《音樂現場》   (3月4日 最後一集)  ，職位為新城知訊台副節目總監。

## 電台

### 曾主持電台節目
新城娛樂台
- 聯FAN所
- 9+2音樂先鋒榜
- 一週新聞
- 好友音樂感
- 音樂超人
- 點正娛樂
- PRC音樂鋒
- 阿T一早播
- 音樂傳能
- 流行直播室

新城知訊台
- 越夜越音樂
- 娛樂旗艦店
- 音樂通世界
- 從拾點點
- 音樂現場
- 勁爆樂勢力

新城數碼音樂台
- 音樂新勢代
- 燃點新音樂
- 新城勁爆流行榜

## 創作作品列表
- 黃伊汶、李國能 - 長夜不眠（詞）
- 李國能 - 悔不當初（曲、詞）
- 胡杏兒 - 1+1（曲、監）
- 陳鍵鋒 - Click中你（曲、監）
- 楊怡、吳卓羲 - 驗情（曲、監）
- 周麗淇 - 1分鐘（曲、監）
- 李國能、胡琳 - 下不為例（曲）
- 李國能 - 遺下我（曲）
- 胡杏兒、王浩信 - 哪時此刻（曲）
- 賈曉晨 - 聽你的愛情（曲）
- 賈曉晨 - 人人搬屋（曲）
- 何卓瑩 - 有腦E班（曲）
- 葉文輝 - 我們的校歌（曲）
- 高皓正、裕美、范萱蔚、狄易達、何卓瑩、葉文輝、蔚雨芯 - 義出必行（監）
- 葉文輝、范萱蔚 - 我們結婚了（編、監）
- EO2、高皓正、葉文輝 - 去盡（舞台劇『秒速18米』主題曲）（曲、監）
- 群星 - Let’s fly away（沙士十周年主題曲）（曲）
- 陳柏宇Feat.顏培珊 - 走到尾（曲）

## 廣告作品
- 潮樓 Chao Inn
- 香港貿易發展局 - 中小企營商服務
- 嘉士伯世界盃 Promotions
- now爆谷台 Promotions

## 電影配樂
- 2012年　電影桃姐製作特輯

## 外部連結
- 李國能 愛心無界限 （页面存档备份，存于）